# FCleaner
FCleaner — небольшая бесплатная утилита, которая предназначена для очистки и оптимизации 32-битных операционных систем Microsoft Windows.

## Описание
Небольшой по размеру пакет FCleaner, предназначенный для очистки и удаления потенциально нежелательных файлов на жёстком диске, защиты приватности, а также осуществления оптимизационных работ в операционных системах семейства Windows. Без особых хлопот позволяет пользователю произвести анализ целевой системы и удалить историю работы в Интернете или в популярных приложениях (Windows Media Player, Paint.NET, Adobe Acrobat и других), дампах памяти, кэше, временных файлах, сookies самых популярных браузеров (Internet Explorer, Mozilla Firefox, Opera, Google Chrome, Safari), фрагментах утилит «CHKDSK» и многое другое. При анализе системы даёт полную карту структуризации по типам, в которых видны чёткие суммы выигрыша в плане освобождаемого места на дисках.
FCleaner может произвести сканирование установленных программ в системе и предоставить обновления, если такие имеются в Интернете на сайте производителя программного обеспечения или намертво удалить.
Ко всем прочим возможностям программы можно отнести встроенные утилиты, в числе которых имеются:
- удобный деинсталлятор приложений;
- менеджер автозапуска программ;
- ланчер для быстрого запуска системных приложений.

При наведении курсора мыши в область уведомлений утилита FCleaner отображает свободное место на жёстких дисках и объём доступного ОЗУ.
Графический интерфейс, а также функциональные возможности схожи с другой популярной программой для очистки системы CCleaner. Единственным отличием является то, что FCleaner не поддерживает обслуживание системного реестра Windows.
Имеется специальная портативная версия FCleaner, предназначенная для работы со сменных носителей информации, таких, как USB флэш-диск, Memory Stick, iPod/MP3 и прочих устройств.
Утилита имеет интернациональную поддержку языков, но установочный дистрибутив распространяется только на английском языке. Языковые модули, которых более 60 штук, доступны на официальном сайте.